# 大参林
大参林医药集团股份有限公司（全称；上交所：603233），1999年2月成立，总部在广东省广州市荔湾区龙溪大道410号，是一家大型药品零售连锁上市企业。

## 历史
1993年2月，公司前身“参茸大药房”在广东茂名市油城四路开业，1999年2月12日，成立茂名市大参林医药连锁有限公司，以“大参林”品牌向外发展药品连锁经营业务。2001年1月更名为“广东大参林连锁药店有限公司”，2004年5月，总部由茂名迁往广州。2009年12月，组建广东大参林集团。2011年，旗下门店突破1000家。2013年8月9日，完成股份制企业改造，更名为“大参林医药集团股份有限公司”，广州荔湾区新总部落成并投入使用。2017年7月31日，大参林在上海证券交易所主板上市，发行价24.72元。

## 同类企业
- 老百姓大药房
- 益丰大药房
- 一心堂